# Cambiac
 Cambiac  là một xã thuộc tỉnh Haute-Garonne trong vùng Occitanie ở tây nam nước Pháp. Xã nằm ở khu vực có độ cao trung bình 249 mét trên mực nước biển.
Lâu đài Cambiac xây thế kỷ 15 đã được Bộ Văn hóa Pháp xếp hạng vào danh sách di tích lịch sử.